# Apteromantis
Apteromantis es un género de mantis ápteras, de la familia Mantidae. Se distribuyen por la península ibérica y el Magreb.

## Especies
Se reconocen las siguientes:
- Apteromantis aptera (Fuente, 1894)
- Apteromantis bolivari (Werner, 1929)